# Johannes Döparens halshuggning

Caravaggios Porträtt av Alof de Wignacourt (cirka 1608), Louvren.

Johannes Döparens halshuggning är en oljemålning av den italienske barockkonstnären Caravaggio. Den målades 1608 och är utställd i Sankt Johannes konkatedral i Valetta på Malta.

## Johannes Döparen
Johannes Döparen omnämns i evangelierna som en släkting till Jesus (kusin enligt senare källor). Han var en profet och levde ett asketiskt liv i Judeens ödemarker. Han samlade en lärjungekrets omkring sig och lät döpa Jesus i Jordan. 
I Nya testamentet återges hur Johannes greps av marionettkungen Herodes Antipas efter att ha kritiserat dennes äktenskap med sin brors hustru Herodias. Kungen nöjde sig med att hålla Johannes fängslad, vilket dock inte stillade hustruns hat mot profeten. När Herodes en gång under en fest blev berusad lovade han sin styvdotter Salome vad hon än önskade sig. På sin mors inrådan önskade hon sig då Johannes huvud på ett fat.

## Målningen
Den monumentalt stora målningen (361 x 520 cm) visar de avbildade personerna i naturlig storlek, däribland en yngre kvinna, möjligen Salome, med ett fat att placera Johannes huvud på, och en äldre kvinna, möjligen Herodias, som trycker sina händer mot sitt förskräckta ansikte – till synes väl medveten om det djupt felaktiga i den pågående handlingen. En fängelsevakt, med nycklar fästa i sitt bälte, och en bödel med lång kniv avbildas över den liggande Johannes som skyls av ett rött skynke. Alla Caravaggios versioner av Johannes Döparen, liksom flera andra verk i hans oeuvre, innehåller röda draperier eller klädnader som lyser upp de annars sparsamt färglagda bilderna. I blodet från profetens hals återfinns konstnärens signatur; Johannes Döparens halshuggning är den enda tavla han signerade.

## Konstnären
Caravaggio avbildade Johannes Döparen i ett flertal målningar, bland annat Johannes Döparen (1602) på Kapitolinska museerna och Salome med Johannes Döparens huvud (cirka 1609–1610) på National Gallery. Han har därtill målat ytterligare tre halshuggningsscener: Judit och Holofernes, David med Goljats huvud och Medusas huvud. 
Caravaggio levde ett utsvävande och kriminellt liv som kulminerade 28 maj 1606 då han begick ett dråp och tvingades fly Rom. Han levde därefter i exil i Neapel innan han i juli 1607 ankom Malta som vid tidpunkten styrdes av Johanniterorden. Tack vare kontakter och framför allt den stora altarmålningen Johannes Döparens halshuggning blev han upptagen som ordensriddare den 14 juli 1608. Det dröjde dock inte länge innan han återigen hamnade i bråk och arresterades. I oktober samma år flydde han till Sicilien. Därefter uteslöts han ur Johanniterorden efter en ceremoni i Johanneskatedralen – framför Johannes Döparens halshuggning.   
Caravaggios konstnärskap utmärks av realism där helgon avbildas utan idealisering och starka kontraster mellan ljus och dunkel, så kallad chiaroscuro.  